# He-Man (canção)
He-man é uma canção do grupo infantil Trem da Alegria. Composta por Michael Sullivan e Paulo Massadas, trata-se de uma homenagem a personagem do desenho animado He-Man e os Defensores do Universo.
A faixa foi o primeiro single a ser retirado do álbum de 1986 do grupo e tornou-se uma de suas canções mais conhecidas. No LP de 1986 ainda há uma versão em Karaokê incluída. 

## Produção e lançamento
He-man é uma personagem da DC Comics, cujo desenho tornou-se popular no Brasil nos anos de 1980, através da série animada He-Man e os Defensores do Universo. Trata-se de um super-herói de uma tribo chamada Etérnia que combate o mal, representado pela personagem Esqueleto.
A faixa inspirada no desenho foi composta por Sullivan e Massadas e foi lançada como primeiro single do álbum de 1986.
Dois compactos promocionais em vinil foram distribuídos, um de 7" e outro de 12". Também foi lançado um videoclipe para promover a música, nele os 4 integrantes do grupo estão caracterizados de personagens do desenho animado. 
No mesmo ano de seu lançamento, "He-Man" foi incluída em duas compilações que incluíam os maiores sucessos infantis dos anos de 1980: Explosão da Alegria e Explosão da Alegria II ambas da gravadora Rio Claro.
A canção não apareceu na única coletânea oficial do grupo lançada em 1992, bem como outras canções de super-heróis que foram sucesso, sendo lançada no formato CD apenas na compilação Focus: O essencial de Trem da Alegria.
É possível ouvi-la via streaming em diversas plataformas digitais.

## Recepção
Comercialmente, a faixa tocou mais de 400 vezes no Brasil no dia do seu lançamento (15 de março de 1986), tornando-se um sucesso. Além disso, ficou entre as cinco canções mais tocadas em diversas rádios do país.
Segundo o Jornal dos Sports a música chegava a ultrapassar 100 execuções diárias só entre Rio de Janeiro e São Paulo.
Em relação a opinião dos críticos especializados em música, o jornalista da revista Veja, da edição de 26 de março de 1986, afirmou que em se tratando de músicas de super-heróis "He-man" "é uma das mais vibrantes do gênero".

## Lista de faixas
- Créditos adaptados da contracapa do LP He-man.[3]

Lado A
| N.º | Título   | Compositor(es)                  | Participação | Duração |  |
| 1.  | "He-man" | Michael Sullivan Paulo Massadas |              | 3:28    |  |

Lado B
| N.º | Título             | Compositor(es)                  | Participação | Duração |  |
| 1.  | "He-man" (Karaokê) | Michael Sullivan Paulo Massadas |              | 3:28    |  |